# Fondazione MacArthur
La John D. and Catherine T. MacArthur Foundation, abbreviato MacArthur Foundation e talvolta italianizzato in Fondazione MacArthur, è la dodicesima fondazione privata più grande degli Stati Uniti. Con sede a Chicago, la Fondazione eroga sovvenzioni e investe a fondo per sostenere organizzazioni non profit a Chicago, negli Stati Uniti e in circa 50 paesi del mondo. L'ente riferisce di aver premiato più di 6,8 miliardi di dollari USA a partire dai suoi primi contributi del 1978. Secondo quanto dichiara la Fondazione, essa ha una dotazione di 7 miliardi di dollari e fornisce circa 260 milioni di dollari all'anno in sovvenzioni e investimenti a impatto.
L'obiettivo dichiarato della Fondazione è sostenere "persone creative, istituzioni efficaci e reti influenti che costruiscono un mondo più giusto, verdeggiante e pacifico". Le attuali priorità di concessione di MacArthur comprendono la mitigazione dei cambiamenti climatici, la riduzione delle popolazioni carcerarie, la riduzione delle minacce nucleari, il supporto del giornalismo senza scopo di lucro e il finanziamento delle priorità locali della città natale di Chicago. Il MacArthur Fellows Program, noto anche come "genio delle sovvenzioni", assegna annualmente sussidi annui non vincolati di 625.000 dollari a due dozzine di creativi in vari campi. Il concorso 100&Change della Fondazione assegna una sovvenzione di 100 milioni di dollari ogni tre anni a una singola proposta.